# Anomala pleuritica
Anomala pleuritica är en skalbaggsart som beskrevs av Ohaus 1915. Anomala pleuritica ingår i släktet Anomala och familjen Rutelidae. Inga underarter finns listade i Catalogue of Life.